# Джальп, Недждет
Недждет Джальп (тур. Necdet Calp, 7 сентября 1922, Карамюрсель — 13 сентября 1998, Анкара) — турецкий политик левоцентристского толка.

## Биография
Недждет Джальп родился 7 сентября 1922 года в городе Карамюрсель. В 1944 году он окончил факультет Политических наук Анкарского университета. Затем учился в Лондонской школе экономики. Занимал посты главы района, инспектора МИДа, вали илов Сиирт и Измир. Та кже занимал должность секретаря-референта премьер-министра Исмета Инёню. В 1980-83 годах являлся заместителем премьер-министра Бюлента Улусу.
21 мая 1983 года Недждет Джальп совместно с Авни Гюлером, Энгином Айдыном и Турханом Тимучином основали народную партию, в которую вошли бывшие республиканской народной партии, запрещённой Советом национальной безопасности после переворота 1980 года. После создания партии Джальп был избран её первым председателем. После того, как социал-демократической партии (СДП) было запрещено принимать участие в выборах, народная партия стала единственной партией, которая могла привлечь бывший электорат РНП. На всеобщих выборах, состоявшихся в 1983 году, народная партия получила 30,5 % голосов и стала самой крупной оппозиционной партией.
На местных выборах, участие в которых СДП было разрешено, народная партия получила лишь 8,8 % голосов, таким образом количество голосов, отданных за партию, упало на 75 %. После оглашения результатов выборов Джальп подал в отставку с поста председателя, но всё же был переизбран. Впрочем, позиции его противников в партии заметно усилились. На партийном конгрессе, прошедшем в 1985 году, место председателя партии было отдано Айдыну Гюркану.
После 1985 года Джальп не принимал участия в политике. 13 сентября 1998 года Недждет Джальп умер от сердечного приступа в Анкаре.